# Dreileben
Dreileben – dzielnica miasta Wanzleben-Börde w Niemczech, w kraju związkowym Saksonia-Anhalt, w powiecie Börde.
Do 31 grudnia 2009 była to oddzielna gmina, która wchodziła w skład wspólnoty administracyjnej „Börde” Wanzleben.

## Geografia
Dreileben leży ok. 22 km na zachód od Magdeburga.